# Somsook Boonyasukhanonda
Somsook Boonyasukhanonda (Thai: สมสุข บุณยสุขานนท์; * um 1937) ist ein ehemaliger thailändischer Badmintonspieler. 

## Sportliche Karriere
In seiner Heimat siegte Somsook Boonyasukhanonda erstmals 1960 bei den thailändischen Meisterschaften im Herreneinzel. 1964 gewann seinen zweiten und letzten Titel, erneut im Herreneinzel. Im Thomas Cup 1961 verlor er mit dem thailändischen Team das Finale gegen Indonesien und wurde somit Mannschaftsvizeweltmeister. 1967 konnte er sich noch einmal bei den Südostasienspielen im Vorderfeld platzieren, als er Silber im Einzel gewann.

## Sportliche Erfolge
| Saison | Veranstaltung               | Disziplin    | Platz | Name                     |
| ------ | --------------------------- | ------------ | ----- | ------------------------ |
| 1960   | Thailändische Meisterschaft | Herreneinzel | 1     | Somsook Boonyasukhanonda |
| 1961   | Thomas Cup                  | Herrenteam   | 2     | Thailand                 |
| 1961   | Penang Open                 | Herreneinzel | 1     | Somsook Boonyasukhanonda |
| 1964   | Thailändische Meisterschaft | Herreneinzel | 1     | Somsook Boonyasukhanonda |
| 1967   | Südostasienspiele           | Herreneinzel | 2     | Somsook Boonyasukhanonda |